# Gare de Saint-Étienne-Le Clapier
Gare de Saint-Étienne-Le Clapier vasútállomás Franciaországban, Saint-Étienne településen.

## Vasútvonalak
Az állomást az alábbi vasútvonalak érintik:
- Saint-Georges-d'Aurac-Saint-Étienne-Châteaucreux-vasútvonal

## Kapcsolódó állomások
A vasútállomáshoz az alábbi állomások vannak a legközelebb:
- Gare de Saint-Étienne-Carnot
- Gare de Saint-Étienne-Bellevue